# 阪本浩之
阪本 浩之（さかもと ひろゆき 本名同じ、1978年5月11日 - ）は日本の俳優。東京都出身。

## 略歴
幼少の頃から子役として活躍。1992年NHKドラマ新銀河『コラ!なんばしよっと』の主役に抜擢。以後、パート2、パート3と引き続き鉄矢役を演じる。
1997年、日本大学第一高等学校を卒業し、1998年、日本大学芸術学部演劇学科在学中に、自身が主宰する「劇団コーヒー牛乳」を旗揚げしたが、2009年に劇団を卒業する。2014年6月より雀組ホエールズに所属。

## 出演

### 連続ドラマ
◇NHK総合
- コラ!なんばしよっと（1992年）原作/武田鉄矢 主演
- コラ!なんばしよっと2（1994年）原作/武田鉄矢 主演
- 大河ドラマ
  - 「八代将軍吉宗」（1995年） - 徳川吉宗の青年時代"松平頼方"役
  - 「葵 徳川三代」第20話〜（2000年） - 松平忠輝役
  - 「武蔵 MUSASHI」第29話〜（2003年） - 細川忠利役
  - 「功名が辻」（2006年） - 小早川秀秋役
  - 「平清盛」第17話〜（2012年） - 源義賢 役
- コラ!なんばしよっと3（1998年）原作/武田鉄矢 主演
- 新・南部大吉交番日記（2000年）
- 焼け跡のホームランボール（2002年）
- 連続テレビ小説「てるてる家族」第23話〜（NHK） - 桑原賢作役
- 御宿かわせみ 第三章 第6、7話（2005年） - ゲスト
- ディロン〜運命の犬（2006年）

◇日本テレビ系
- 警視庁鑑識班2004 第6話（2004年） - ゲスト

◇TBS系
- 逃亡者 RUNAWAY（2004年） - 準レギュラー
- 水戸黄門 第33部 第6話（2004年） - ゲスト
- だいすき!! 第10話（2008年） - ゲスト

◇フジテレビ系
- 安宅家の人々（2008年） - 準レギュラー

◇テレビ朝日系
- はみだし刑事情熱系III 第5話（1998年） - ゲスト
- 太閤記〜天下を獲った男・秀吉（2006年） - 明智光春役

◇テレビ東京系
- 明治青春伝（1994年）監督/高橋伴明

◇GyaO
- 少女には向かない職業（2006年）

### 2時間・SPドラマ
- 家裁調査官 晶子（1999年、TBS）主演/岩下志麻
- ラブ・レター（2003年、TBS）原作/浅田次郎
- ヤンキー母校に帰るSP 〜不良少年の夢〜（2005年）
- 太宰治物語（2005年、TBS）
- ザ!世界仰天ニュース 緊急特別版 落ちた偶像〜光クラブ事件（2006年、NTV）
- 浅見光彦シリーズ 23 日光殺人事件（2006年、金曜エンタティメント）
- シロサギは静かに笑う（2006年、ドラマコンプレックス）

◇水曜ミステリー9枠
- 松本清張特別企画「黒い画集〜紐」（2005年）

◇土曜ワイド劇場枠
- 北アルプス連続殺人ルート（2006年）

### バラエティ
- バラエティーざっくばらん（NHK）

### 映画
- 逃れの街（監督/工藤栄一） - 主人公・水谷豊と逃亡する子供役
- 火祭り（監督/柳町光男） - 主人公・北大路欣也の息子役
- フリージア（監督/熊切和嘉、2007年初春公開）

### 舞台
- 2000年 新宿コマ劇場『びっくり怪盗伝』中村美律子公演
- 2001年 新歌舞伎座『びっくり怪盗伝』中村美律子公演

このほかに劇団コーヒー牛乳の公演での出演多数。
また2014年6月より雀組ホエールズに入団。

### ビデオ
- BE-BOP HIGH SCHOOL Vol.10（監督/成田裕介）

### 吹き替え
- 王は愛する（2018年） - ワン・ヨン〈キム・ホジン〉 役
- スーパーティーチャー 熱血格闘（2020年） - ロー・ギンイン〈ユー・カン〉 役[1]

### ラジオ
- 2000年 NHK『聖の青春』FMシアター
- 2002年 NHK『さまよえる二人』FMシアター
- 2002年 NHK『インドへ行こう』FMシアター
- 2005年 NHK『5つの贈りもの』青春アドベンチャー
- 2006年 JFN系『FM円都通信　-爆発シネマ野郎』
- 2006年 NHK『ウォーターマン』青春アドベンチャー
- 2006年 NHK『死神の精度』青春アドベンチャー

#### ネットラジオ
- 2018年-2023年 練馬放送『阪本浩之のラジオ・サカラジ』

### CM
- ジャノメミシン
- 1997年 日東紅茶『5秒で麦茶』
- 1999年 参天製薬『サンテピュア』